# Mateuszek
Mateuszek (deutsch Matheussek, 1938 bis 1945 Mathiessen) ist ein kleiner Ort in der polnischen Woiwodschaft Ermland-Masuren und gehört zur Stadt- und Landgemeinde Mikołajki (deutsch Nikolaiken) im Powiat Mrągowski (Kreis Sensburg).

## Geographische Lage
Mateuszek liegt südlich des Großen Schimon-Sees (1938 bis 1945 Schmidtsdorfer See, polnisch Jezioro Szymon) in der östlichen Mitte der Woiwodschaft Ermland-Masuren, 21 Kilometer östlich der Kreisstadt Mrągowo (deutsch Sensburg).

## Geschichte
Der nach 1785 Matteusseck und bis 1938 Matheussek genannte heutige Weiler (polnisch Osada) Mateuszek wurde 1621 als kleiner Gutsort gegründet. 1874 wurde der Gutsbezirk Matheussek in den neu errichteten Amtsbezirk Schimonken (polnisch Szymonka) eingegliedert, der – 1938 in „Amtsbezirk Schmidtsdorf“ umbenannt – bis 1945 bestand und zum Kreis Sensburg im Regierungsbezirk Gumbinnen (ab 1905: Regierungsbezirk Allenstein) in der preußischen Provinz Ostpreußen gehörte.
Aufgrund der Bestimmungen des Versailler Vertrags stimmte die Bevölkerung im Abstimmungsgebiet Allenstein, zu dem Matheussek gehörte, am 11. Juli 1920 über die weitere staatliche Zugehörigkeit zu Ostpreußen (und damit zu Deutschland) oder den Anschluss an Polen ab. In Matheussek stimmten 20 Einwohner für den Verbleib bei Ostpreußen, auf Polen entfielen keine Stimmen.
Am 30. September 1928 gab Matheussek seine Eigenständigkeit auf und wurde Teil der Gemeinde Schimonken (1938 bis 1945 Schmidtsdorf, polnisch Szymonka). Aus politisch-ideologischen Gründen der Abwehr fremdländische erscheinender Bezeichnungen wurde Matheussek 1938 in „Mathiessen“ umbenannt.
In Kriegsfolge kam der Ort 1945 mit dem gesamten südlichen Ostpreußen zu Polen und erhielt die polnische Namensform „Mateuszek“. Heute ist er eine Ortschaft innerhalb der Stadt- und Landgemeinde Mikołajki (Nikolaiken) im Powiat Mrągowski (Kreis Sensburg), bis 1998 der Woiwodschaft Suwałki, seither der Woiwodschaft Ermland-Masuren zugehörig.

### Einwohnerzahlen
| Jahr | Anzahl |
| ---- | ------ |
| 1818 | 21     |
| 1839 | 42     |
| 1867 | 50     |
| 1885 | 60     |
| 1898 | 86     |
| 1905 | 69     |
| 1910 | 60     |

## Kirche
Von den 69 Einwohnern Matheusseks im Jahre 1905 waren alle evangelischer Konfession. Der Ort war in die Kirche Schimonken in der Kirchenprovinz Ostpreußen der Kirche der Altpreußischen Union sowie in die katholische St.-Adalbert-Kirche Sensburg im Bistum Ermland eingepfarrt.
Heute gehört Mateuszek zur evangelischen Pfarrei Mikołajki in der Diözese Masuren der Evangelisch-Augsburgischen Kirche in Polen und außerdem zur katholischen Pfarrei Woźnice im Bistum Ełk in der polnischen katholischen Kirche.

## Verkehr
Mateuszek liegt an einer verkehrsarmen Nebenstraße, die die polnische Landesstraße 16 (einstige deutsche Reichsstraße 127) bei Woźnice (Wosnitzen, 1938 bis 1945 Julienhöfen) mit der Woiwodschaftsstraße 643 bei Szymonka (Schimonken, 1938 bis 1945 Schmidtsdorf) verbindet. Eine Anbindung an das Schienennetz existiert nicht.